# Спасское (Архангельская область)
Спасское — село в Шенкурском районе Архангельской области. Входит в состав муниципального образования «Никольское».

## География
Деревня расположена в южной части Архангельской области, в таёжной зоне, в пределах северной части Русской равнины, в 15 километрах на юго-запад от города Шенкурска, на левом берегу реки Вага. Ближайшие населённые пункты: на юго-западе деревня Гребеневская.
Часовой пояс
Спасское, как и вся Архангельская область, находится в часовой зоне МСК (московское время). Смещение применяемого времени относительно UTC составляет +3:00.

## Население
| 2002 | 2010 | 2012 |
| ---- | ---- | ---- |
| 14   | ↗15  | ↗20  |

## История
В «Списке населенных мест Архангельской губернии к 1905 году» село Спасское(Могильникъ) насчитывает 13 дворов, 42 мужчины и 44 женщины. В административном отношении деревня входила в состав Груздовского сельского общества Великониколаевской волости.
На 1 мая 1922 года в поселении 13 дворов, 27 мужчин и 37 женщин.